# Чорна рілля ізорана
Чорна рілля ізорана — відома українська народна пісня з доби козаччини.

## Виконання
Широковідомою стала після її включення як саундтреку до кінострічки Бориса Івченка «Пропала грамота». Згодом зазнала зміни у різних варіаціях. Зокрема, її співав лауреат першого Ґран-Прі музичного фестивалю «Червона Рута» у Чернівцях Василь Жданкін (1989). Також входила до репертуару львівського ВІА «Арніка» (обробка Віктора Морозова) та Едуарда Драча. Шанувальникам рок-музики відома у виконанні гуртів «Вій», «Полинового Поля» та КОЛІР НОЧІ. Також існує версія пісні англійською під назвою The Black Soil is torn upside down у виконанні Володимира Дейнеко

## Текст
| Чорна рілля ізорана, гей, гей! Чорна рілля ізорана І кулями засіяна, Білим тілом зволочена, гей, гей! І кровію сполощена. Лежить вояк на купині, гей, гей! Лежить вояк на купині, Китайкою очі вкриті, гей, гей! Китайкою червоною, Китайкою очі вкриті. Ані труни, ані ями, гей, гей! Ані труни, ані ями, Ані батька, ані мами. А нікому задзвонити, гей, гей! А нікому затужити! Дзвонять коні копитами, гей, гей! Дзвонять коні копитами, А вояки острогами. Дзвонять коні копитами, гей, гей! А вояки острогами. Летить ворон з чужих країв, гей, гей! Летить ворон з чужих країв, На могилу усідає, Очі йому випиває, гей, гей! Очі йому випиває. Ходить мати гукаючи, гей, гей! Ходить мати гукаючи, Сина свого питаючи, - Ой я твого сина знаю, гей, гей! Бо із нього пожив маю! «Скажи мені ворон милий, гей, гей! Скажи мені ворон милий, Чи то син мій іще білий, Чи ще очі та ясненькі, гей, гей! Та чи вуста рум'яненькі?…» - Вже вуста його синенькі, гей, гей! Вже вуста його синенькі, Його личко вже чорненьке, Я на личко присідаю, гей, гей! Його очі випиваю!… | Чорна рілля ізорана, гей, гей, Чорна рілля ізорана, Ще й трупами засіяна, гей, гей. Білим тілом зволочена, гей, гей, Білим тілом зволочена, Ще й кровію сполочена, гей, гей. Летить ворон з чужих країв, гей, гей. Ой летить ворон з чужих країв, З трупа очі вибирає, гей, гей. А нікому задзвонити, гей, гей. А нікому задзвонити, Ще й свічечку запалити, гей, гей. |